# Ricina

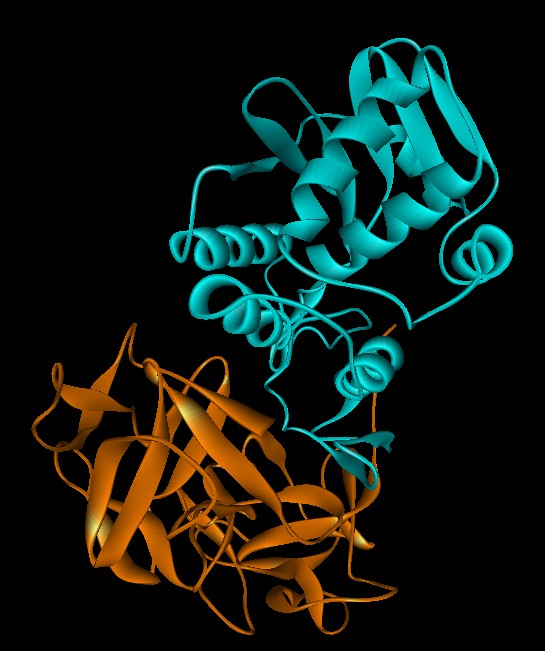
Estructura de la ricina. La cadena A se muestra en azul y la cadena B en anaranjado.

La ricina es una de las toxinas más potentes conocidas, la cual se extrae de las semillas del ricino (Ricinus communis), en concreto es una fitotoxina con actividad citotóxica. Fue aislada en 1888 por Stillmark, cuando observó que el extracto de las semillas aglutinaba las células sanguíneas. El 5 % del peso de la semilla de ricino está compuesta por ricina y aglutinina (RCA).

## Estructura
La ricina forma parte del grupo de proteínas inactivadoras de ribosomas (RIPs) de tipo 2, que se caracterizan por presentar dos cadenas polipeptídicas: una capaz de inhibir la síntesis de proteínas y otra con propiedades de lectina, es decir, capaz de unirse a hidratos de carbono. Está constituida por una cadena A (RTA), unida por un puente disulfuro a una cadena B (RTB); este puente entre ambas cadenas se establece mediante dos cisteínas.

## Fisiopatología de la intoxicación por ricina
Según la vía de exposición, la ricina causa diversos síntomas desde hemorragia intestinal, seguida de diarrea en ocasiones sanguinolenta, vómitos, dolor abdominal, deshidratación e hipotensión. Por vía inhalatoria podría causar congestión broncovascular, neumonitis y sibilancias. También podrían aparecer alteraciones oftalmológicas como irritación, conjuntivitis, miosis y midriasis.[cita requerida] Pueden desarrollarse proteinuria, hematuria, lesión renal y los niveles de creatinina en suero pueden verse incrementados. En casos graves puede dar lugar a la hemólisis de glóbulos rojos con insuficiencia renal aguda posterior. Se han dado casos de muerte debido a falla multiorgánica. La agonía puede durar hasta diez días, aunque lo normal es que el paciente se recupere si no ha muerto en tres o cinco días.
Se estima que la dosis letal en el hombre es de 5-10 µg/kg de peso corporal (e.g., 1 mg basta para matar una persona de 100 kg.).

### Exposición por vía digestiva
La información disponible sobre los efectos producidos por la ricina por vía digestiva proviene de los casos de intoxicación por ingesta de semillas de Ricinus communis y de estudios in vivo con animales a los que se administra ricina por vía oral. Son frecuentes los casos de intoxicación en niños, ya que los dibujos y colores de las semillas, así como la carúncula pequeña, le dan un aspecto que les resulta atractivo, a pesar de que el fuerte sabor amargo descrito al masticarlas debería provocar su rechazo. Kopferschmitt et al. indican que la dosis letal de ricina por vía oral en el hombre es de 1 mg/kg de peso corporal, aunque no explican cómo establecen este valor.
Existen discrepancias en la cantidad mínima de semillas que pueden ser letales para el hombre, y en la relación entre la cantidad de semillas ingeridas y el grado de intoxicación.

### Exposición por vía inhalatoria
Únicamente se ha informado de un caso de exposición accidental a ricina por vía inhalatoria en el hombre, que tuvo lugar en los años 40. Tras un período de latencia de 4-8 horas, las manifestaciones clínicas en estos casos incluyen fiebre, dolor en el pecho, tos, disnea, náuseas y artralgia. En la mayoría de los afectados la aparición de diaforesis precede la desaparición de los síntomas y signos clínicos.

## Fabricación

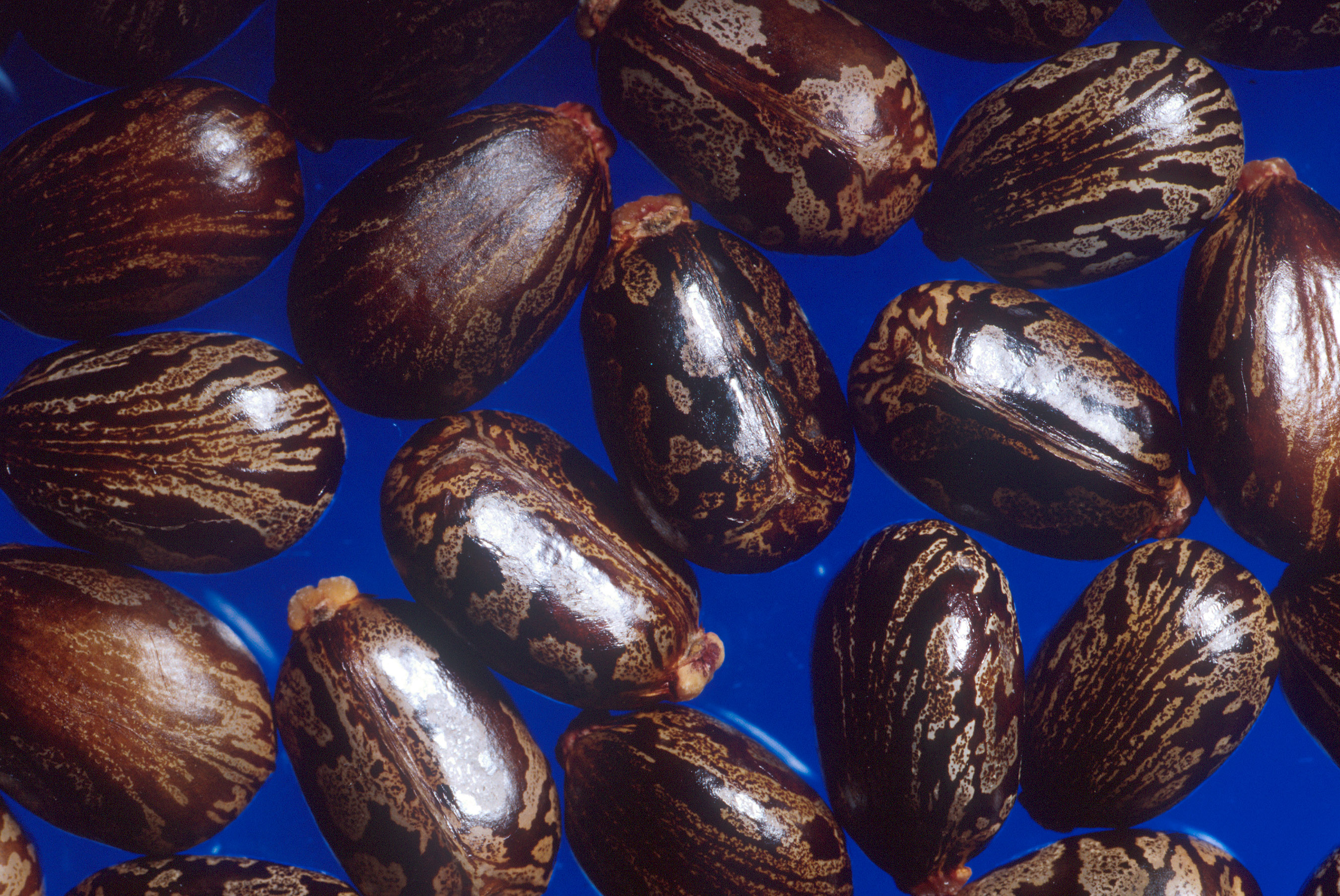
Semillas de ricino.

La ricina es fácilmente purificada del ricino. La pulpa de la semilla que queda de prensar el ricino contiene en promedio alrededor de 5% del volumen total  de la ricina. El proceso para extraer ricina es conocido y, por ejemplo, descrito en una patente. El método de extracción descrito es muy similar a la preparación de proteína de soja aislada. La ricina es un polvo blanco inodoro e insípido.

## Antídoto
Tras ocho años de investigaciones, científicos británicos comenzaron a producir un antídoto que protege contra el envenenamiento con ricina.
La antitoxina -desarrollada por el Laboratorio de Ciencia y Tecnología de Defensa en Wiltshire, Inglaterra (DSTL)- puede proteger contra la muerte durante las 24 horas después de la exposición, dice la doctora Jane Holley, investigadora del DSTL.
La patente fue retirada de la base de datos del United States Patent and Trademark Office (USPTO) en el 2004, pero todavía está disponible en línea a través de bases de datos de patentes internacionales.  Las teorías modernas de química proteica presentan dudas sobre la eficacia de los métodos revelados en la patente.

## Usos médicos potenciales
La ricina puede tener uso terapéutico:
- Como inmunotoxina en el tratamiento de cáncer, como la llamada "bala mágica" para atacar específicamente las células cancerígenas y destruirlas:[10] La ricina puede estar conectada con el anticuerpo monoclonal para atacar células malignas reconocidas por el anticuerpo. Se cree posible que la modificación de ricina reduzca su toxicidad en humanos, pero no las células cancerígenas. Una aproximación prometedora se encuentra también al usar la subunidad no tóxica B como un vehículo para transportar antígenos en las células, por medio de lo cual se incrementaría en gran medida su inmunogenicidad. También funcionan muy bien en aplicaciones "in vitro", por ejemplo en los trasplantes de médula ósea.
- Como un adyuvante, con potenciales implicaciones para desarrollar vacunas mucosas.
- Para la ablación toxigénica. Esta puede ser usada para estudiar o generar modelos de animales transgénicos con enfermedades degenerativas.
- Para el transporte suicida. Inyectando ricina en el nervio vago se pueden destruir selectivamente las neuronas. El transporte suicida se ha utilizado en:
  - La realización de un mapa anatómico de las neuronas.
  - La creación de modelos de enfermedades neuronales degenerativas.
  - La realización de estudios sobre lesiones y sus curas en nervios periféricos.

## Uso como un agente en armas químicas/biológicas
Estados Unidos investigó la ricina por su potencial militar durante la Primera Guerra Mundial. En esa época, se estaba considerando para su uso como polvo tóxico o como una capa para las balas y metralla. El concepto de nube de polvo no pudo ser adecuadamente desarrollado y el concepto de bala/metralla recubierta podría violar la Convención de La Haya de 1899. La guerra terminó antes de que se convirtiera en un arma.
Durante la Segunda Guerra Mundial, los Estados Unidos y Canadá emprendieron el estudio de la ricina para su uso en bombas de racimo. Aunque existieron planes para su producción en masa y se realizaron varias pruebas de campo con diferentes conceptos de bombardeo, la conclusión final fue que no era más económico que usar fosgeno. Esta conclusión estuvo basada en la comparación de armas finales más que en la toxicidad de la ricina (DL50 ~40 mg•min/m³). A la ricina se le dio el símbolo militar W o, más tarde, WA. En un corto periodo después de la Segunda Guerra Mundial continuó el interés por la ricina, pero este disminuyó cuando el Cuerpo Químico del Ejército Norteamericano comenzó un programa para convertir en arma el gas sarín.
La Unión Soviética también tenía ricina. Se especuló que la KGB incluso la usaba fuera del bloque soviético; sin embargo, esto nunca se probó. En 1978, el disidente búlgaro Georgi Markov fue asesinado por un agente de la policía secreta búlgara quien le 'disparó' subrepticiamente en una pierna en una calle londinense, con una pistola de aire comprimido camuflada como un paraguas —más conocido como paraguas búlgaro—, un pequeño perdigón contaminado con ricina. Murió en el hospital pocos días después; su cuerpo fue derivado a una rama especializada en venenos del Ministerio de Defensa británico, la cual descubrió el perdigón durante la autopsia. Los sospechosos principales fueron la policía secreta búlgara: Georgi Markov había desertado de Bulgaria algunas años antes y había producido libros y programas radiales que eran altamente críticos del régimen comunista búlgaro. No obstante, en esa época se creía que Bulgaria no habría sido capaz de producir el veneno y también se creía que la KGB lo había proporcionado. La KGB negó cualquier implicación, aunque los desertores de alto nivel de la KGB Oleg Kalugin y Oleg Gordievsky confirmaron que la KGB estaba implicada. Con anterioridad, el disidente soviético Aleksandr Solzhenitsyn también había sufrido síntomas parecidos a los producidos por la ricina después de un encuentro en 1971 con agentes de la KGB, aunque en este caso sobrevivió.
A pesar de la extrema toxicidad de la ricina y de su utilidad como un agente en armas químicas/biológicas, es extremadamente difícil limitar la producción de esta toxina. Tanto bajo la Convención de armas biológicas de 1972 y la Convención de armas químicas de 1997, la ricina está listada como una sustancia controlada 1. A pesar de ello, más de un millón de toneladas métricas de ricino es procesado cada año y aproximadamente 5% del total es convertido en desecho que contiene altas concentraciones de ricina tóxica.
Para poner en perspectiva el uso de la ricina como un arma, debe hacerse notar que como un arma biológica o arma química la ricina no es considerada muy poderosa en comparación con otros agentes, tales como toxina botulínica o el bacilo del carbunco (ántrax). Por ello, una disposición militar para usar armas biológicas y tener recursos avanzados preferiría usar alguna de aquella en su lugar. La ricina es fácil de producir, pero no es práctica o probable de causar tantas bajas como otros agentes. La ricina es inactivada (i.e., la proteína cambia de estructura y se convierte en menos poderosa) mucho más fácilmente que las esporas del agente del carbunco, que puede permanecer letal por décadas; Jan van Aken, un experto en armas biológicas juzgó más tranquilizante que Al Qaeda experimentara con ricina, pues ello sugería la incapacidad de producir otras toxinas más peligrosas.
Una de los principales motivos de su peligrosidad es que es fácil de obtener, pues el ricino es una planta común y puede crecer en casa sin ningún cuidado especial. Se informó de varios incidentes en los que la toxina estuvo involucrada, por ejemplo infanticidios, en los que niños pequeños fueron intoxicados de forma intencionada.[cita requerida] La ricina es menos tóxica que la toxina botulínica o la tetanoespasmina, que son sustancias más difíciles de obtener. En Estados Unidos se han dado varios casos de correo contaminado con ricina, en 2003 y en 2013, en sobres dirigidos al senador Roger Wicker y, en dos casos, al presidente Barack Obama.

## Incidentes de ricina detectados

### Asesinato de Georgi Markov (1978)
El 7 de septiembre  de 1978, el disidente búlgaro Georgi  Markov, un escritor y periodista asentado en Londres, murió después de ser atacado por un hombre con un paraguas. Este era en realidad una pistola de aire comprimido camuflada como un paraguas, con la cual se le disparó a Markov un perdigón cargado de ricina en el cuerpo. Este murió cuatro días después.

### Guerra Irán-Irak (1980-1988)
Según lo indican varios informes, la ricina pudo haber sido utilizada durante la Guerra Irán-Irak en la década de 1980 y cantidades de la  misma fueron encontradas en las cuevas de Al-Qaeda en Afganistán.

### Sobre en Carolina del Sur (2003)
En 2003, un paquete y carta sellada en un sobre contaminado con ricina fueron interceptados en Greenville, Carolina del Sur, en un centro de procesamiento del servicio postal de Estados Unidos.

### Correo de la Casa Blanca (2003)
En noviembre de 2003, se detectó ricina en un correo de la Casa Blanca en Washington D. C.. La carta que contenía ricina fue interceptada en una instalación que manejaba correo fuera de la Casa Blanca y nunca llegó a su destino final. La carta contenía una sustancia de fino polvo que, más tarde, dio positivo para ricina. Los investigadores dijeron que era de una potencia baja y no fue considerada un riesgo sanitario. Esta información no fue hecha pública hasta el 3 de febrero de 2004, cuando los exámenes preliminares mostraron la presencia de la ricina en un cuarto de correo de la oficina del líder de la mayoría del Senado de Estados Unidos Bill Frist. No hubo signos de que alguien que estuviera cerca del área contaminada desarrollara algún problema médico. Varios edificios de oficinas del Senado fueron cerrados por precaución.

### Correo del Capitolio de Estados Unidos (2013)
El 16 de abril de 2013, se detectó ricina en un sobre del correo del Capitolio de Estados Unidos, en Washington D. C.. El sobre iba dirigido al senador Roger Wicker, republicano por Misisipi. Este acto tuvo lugar un día después de las explosiones en el maratón de Boston, aunque el FBI afirmó que no hay conexión entre los sobres y este atentado.

### Correo de la Casa Blanca (2013)
El 16 de abril de 2013 un sobre dirigido al presidente de los Estados Unidos, Barack Obama, fue interceptado en la Casa Blanca. En el día posterior se informó a las cadenas informativas que el sobre había dado positivo en ricina. En las pruebas iniciales, realizadas el día 16, el FBI obtuvo resultados inconsistentes y precisó de datos adicionales. El segundo análisis, el cual fue realizado en un laboratorio de Maryland, confirmó la presencia de dicha sustancia. Las autoridades estadounidenses detuvieron en Misisipi a Paul Kevin Curtis, en relación con los sobres con ricina enviados a Obama y al senador republicano Roger Wicker.
El 30 de mayo de 2013 una carta con ricina, fue enviada al presidente de Estados Unidos Barack Obama, según informaron miembros del Servicio Secreto. La carta no ingresó a la Casa Blanca, ya que fue interceptada por tener elementos similares a las enviadas el día anterior al alcalde de Nueva York, Michael Bloomberg, las cuales contenían también esta sustancia tóxica. El texto de la carta decía: "Lo que hay en esta carta no es nada comparado con lo que tengo planeado para ti"
La responsable fue la actriz tejana Shannon Rogers Guess Richardson que participó en la serie "The Walking Dead", fue arrestada el 7 de junio en el estado de Arkansas y condenada a 18 años por este motivo.

### Bomba biológica en Alemania (2018)
El 20 de junio de 2018, el jefe de la policía alemana informó que se había frustrado un atentado con "bomba biológica", se detuvo a un tunecino de 29 años con vínculos con el "Estado Islámico" (ISIS).